# منطقة الانهيار
منطقة الانهيار هي المنطقة المحيطة بأي هيكل، والتي من الممكن أن ينهار المبنى فيها، وعند انهيار المبنى يتعامل رجل إطفاء مع الأنقاض ويحاولون إنقاذ الناس.

## مؤشرات ضعف الهيكل
إن أول مؤشر واضح لضعف الهيكل أو المبنى هو حدوث شروخ في الجدار. وتكون احتمالية انهيار الجدار القائم بذاته أعلى من احتمالية انهيار أي نوع آخر. وتوجد مؤشرات أخرى مثل: 
- الدخان الصادر من الجدار .
- انحناء الجدار.
- وكلما ظهرت مؤشرات بكثرة، كلما كانت الحاجة لتحديد منظقة الانهيار أكثر.

## انهيار الهيكل
هناك 3 طرق توضح كيف ينهار الجدار 

### زاوية الانهيار 90°
وهو النوع الأكثر شيوعا من انهيار المباني. وهو مشابة لسقوط شجرة. وفيه يسقط الجزء الأعلي على مسافة مساوية لارتفاع الجدار. 

### انهيار الستارة
وهو النوع الأكثر شيوعا عند البناء. وهو مشابة لسقوط ستارة. ويخلق كومة من الحطام في قاعدة الجدار. 

### انهيار إلي الداخل / إلى الخارج
عندما يميل الجدار إلي الداخل فقد لا يقع بالضرورة في الداخل. فيمكن أن ينزلق الجزء السفلي أو العلوي إلى الخارج. 

## تحديد منطقة الانهيار
المسئول عن تحديد منطقة الانهيار هو المهندس المسئول. وتكون مساحة المنطقة واسعة كلما كان المبني طويل. بالإضافة إلي نصف الارتفاع. والسبب في هذة الإضافة هو أن السيناريو الأسوأ (الأكثر شيوعا) هو انهيار 90°. ويجب أن تحدد المنطقة بشريط حاجز، أو أن تغلق المنطقة إذا لزم الأمر.

## وصلات خارجية
- Firefighter Close Calls.com Vol. 9, No. 107
- Vincent Dunn Newsletter August-September 2001